# Anolis nasofrontalis
Anolis nasofrontalis este o specie de șopârle din genul Anolis, familia Polychrotidae, descrisă de Amaral 1933. Conform Catalogue of Life specia Anolis nasofrontalis nu are subspecii cunoscute.